# Torcuato Fernández-Miranda

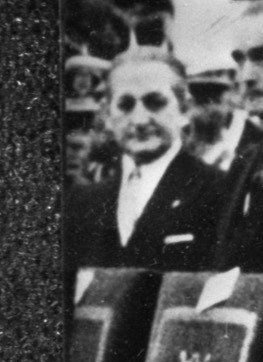
Torcuato Fernández-Miranda

Torcuato Fernández-Miranda y Hevia (Gijón, 10 november 1915 - Londen, 19 juni 1980), sinds 1977 hertog van Fernández-Miranda was een Spaans politicus en jurist. Hij maakte deel uit van de regering in de laatste jaren van de dictatuur van generaal Francisco Franco en speelde een belangrijke rol in de herinvoering van de democratie in Spanje na Franco's dood in 1975 (de zgn. Transición).

## Jurist en hoogleraar
Torcuato Fernández-Miranda studeerde rechten aan de universiteit van Oviedo. In 1936 sloot hij zich aan bij de troepen van generaal Franco. Na de burgeroorlog was hij van 1947 tot 1951 rector van een school, het Colegio Mayor Valdéz Soles. Van 1951 tot 1968 was hij hoogleraar staatsrecht aan de universiteit van Oviedo. Vanaf 1954 was hij rector van deze universiteit. Als zodanig was hij ambtshalve lid van de Cortes Españolas, het parlement van het Franco-regime. Later was hij ook hoogleraar in Madrid en aan de Universiteit van Salamanca.
Naast zijn beroep van hoogleraar was hij directeur van de afdeling onderwijs voor volwassenen aan het Spaanse ministerie van arbeid, vervolgens directeur-generaal voor universitair onderwijs, en daarna van 1963 tot 1965 directeur van de sociale verzekeringsdienst.

## Adviseur van Juan Carlos en minister
Fernández-Miranda behoorde tot de groep hoogleraren die Juan Carlos de Borbón y Borbón moest opleiden als toekomstige koning. Het gaf hem grote invloed op Juan Carlos. Toen Franco Juan Carlos in 1969 formeel tot zijn opvolger als staatshoofd benoemde, werd Fernández-Miranda zijn persoonlijke adviseur.
Sins 1966 was hij secretaris voor Cultuur en Opvoeding van de Movimiento Nacional, de enige toegelaten politieke partij onder Franco, voortgekomen uit de Falange. In 1969 werd hij secretaris-generaal van de Movimiento met de rang van minister. Door de politieke moeilijkheden die Spanje toen kende, was Fernández-Miranda er toen al van overtuigd dat het regime dat hij diende Franco niet zou overleven en dat hervormingen noodzakelijk waren.
Toen admiraal Luis Carrero Blanco vanaf 11 juni 1973 de regering ging leiden, werd Fernández-Miranda, naast minister-secretaris-generaal van de Movimiento, tevens vicevoorzitter van de regering. Carrero Blanco werd op 20 december van dat jaar door de ETA vermoord, waarop Fernández-Miranda gedurende elf dagen (tot 31 december) het premierschap waarnam. Hij maakte geen deel meer uit van de nieuwe regering, die door de trouwe Franco-volgeling Carlos Arias Navarro werd geleid.

## DeTransición
Nadat Juan Carlos op 22 november 1975, twee dagen na Franco's dood, koning van Spanje was geworden, benoemde hij Torcuato Fernández-Miranda tot de nieuwe voorzitter van de Cortes, en daarmee ambtshalve ook van de Raad van het Koninkrijk, een hoog staatscollege dat door Franco was ingevoerd. De nieuwe koning had hem de keuze gegeven tussen het premierschap of het voorzitterschap van de Cortes. Fernández-Miranda koos voor het tweede, omdat hij daarin nuttiger zou zijn.
In de entourage van Juan Carlos werden meteen plannen gesmeed voor de herinvoering van de democratie. Sommigen wilden een totale en onmiddellijke breuk met de dictatuur. De koning zelf koos de weg van een legale maar snelle hervorming binnen het regime. Dat gebeurde op advies van Fernández-Miranda, die als expert in staatsrecht opmerkte dat de door Franco ingevoerde constitutie van "fundamentele wetten" zulke hervorming mogelijk maakte.
Al in april 1976 kwam hij met een plan voor een nieuw parlement, maar premier Arias Navarro wilde daar niets van weten. Op 1 juli dwong de koning Arias Navarro tot ontslag. Volgens de fundamentele wetten moest de koning een nieuwe premier benoemen uit een lijst van drie kandidaten voorgedragen door de Raad van het Koninkrijk. Fernández-Miranda slaagde er als voorzitter in de stemmingen in de Raad zo te beïnvloeden dat Adolfo Suárez een van de drie kandidaten was. Ook al was hij de minst bekende van de drie, hij achtte Suárez de geschikte om als regeringsleider de hervormingen door te voeren. Juan Carlos vond Suárez eigenlijk te onervaren maar volgde uiteindelijk zijn advies en Suárez werd benoemd.
Al op 24 augustus stelde Suárez aan de Cortes een wet op de politieke hervormingen voor. Die wet, doe hoofdzakelijk het werk was van Fernández-Miranda, voerde een democratisch verkozen tweekamerparlement in die een nieuwe grondwet moest opstellen. De wet werd met een grote meerderheid in de Cortes - 425 stemmen tegen 59 bij 13 onthoudingen - goedgekeurd. Het kwam neer op een zelfmoord van het Franco-regime.

## Laatste jaren
Fernández-Miranda bood daarop zijn ontslag aan als voorzitter van de Cortes. Dat ontslag ging in toen op 15 juni 1977 verkiezingen voor de "Grondwetgevende Cortes" werden gehouden. Fernández-Miranda werd toen een van de leden van de nieuwe Senaat die koning mocht benoemen. Juan Carlos verleende hem de hoge adellijke titel van hertog met de waardigheid van grande van Spanje. Bovendien werd hij ridder in de Orde van het Gulden Vlies, een eer die maar zelden aan een politicus is gegeven.
Fernández-Miranda was het intussen op veel punten oneens met de politiek van premier Suárez. Toen bij de verkiezingen van 1979 zijn mandaat als senator afliep, trok hij zich,terug uit de politiek.
In 1980, toen hij in Londen was voor de oprichting van een juridisch bedrijf, kreeg hij een hartaanval. Hij overleed de dag daarop.
Raimundo Fernández-Cuesta (1938-1939) · Agustín Muñoz Grandes (1939-1941) · José Luis Arrese (1941-1945)1 · Raimundo Fernández-Cuesta (1948-1956) · José Luis Arrese (1956-1957) · José Solís Ruiz (1957-1969) · Torcuato Fernández-Miranda (1969-1974) · José Utrera Molina (1974-1975) · Fernando Herrero Tejedor (1975) · José Solís Ruiz (1975) · Adolfo Suárez-González (1975-1976) · Ignacio García López (1976-1977)
* 1 = Van 1945 tot 1948 was er geen minister-secretaris-generaal
- Biblioteca Nacional de España: XX926006
- Bibliothèque nationale de France: cb17860731z (data)
- Catàleg d'autoritats de noms i títols de Catalunya: 981058524944506706
- Gemeinsame Normdatei: 119482150
- International Standard Name Identifier: 0000 0000 3468 1802
- Library of Congress Control Number: n85383340
- Nederlandse Thesaurus van Auteursnamen: 152292284
- Réseau des bibliothèques de Suisse occidentale: 02-A014166336
- Système universitaire de documentation: 189683856
- Virtual International Authority File: 3937693
- WorldCat: E39PBJwHghk6r6bxr4dFqGHHmd